# Luke Skywalker
Luke Skywalker è un personaggio immaginario dell'universo fantascientifico di Guerre stellari e protagonista della trilogia originale.
Luke è il figlio di Anakin Skywalker e di Padmé Amidala, nonché fratello gemello della Principessa Leila. In Una nuova speranza si sottopone all'allenamento di Obi-Wan Kenobi per diventare un cavaliere Jedi; prende quindi parte alla guerra civile galattica combattendo con l'Alleanza Ribelle contro l'Impero, riuscendo a distruggere la Morte Nera, con l'aiuto di Ian Solo. Ne Il ritorno dello Jedi affronta infine suo padre Dart Fener, portandolo a pentirsi, a ribellarsi e a uccidere l'imperatore, causando così la caduta definitiva dell'Impero Galattico.
È interpretato da Mark Hamill nella trilogia originale, nella trilogia sequel e nelle serie TV The Mandalorian e The Book of Boba Fett, da Aidan Barton nelle scene in cui appare come neonato ne La vendetta dei Sith e da Grant Feely nella miniserie televisiva Obi-Wan Kenobi.
Personaggio molto popolare, ha stimolato la fantasia di numerosi autori comparendo in molte opere dell'Universo espanso.

## Biografia del personaggio

### Film

#### Guerre stellari
In seguito all'acquisto di due droidi, C-3PO e R2-D2, la vita di Luke cambia improvvisamente, scoprendo all'interno di R2 un messaggio della Principessa Leila in cui si richiede l'aiuto del cavaliere Jedi Obi-Wan Kenobi. Luke scopre che Ben Kenobi, un anziano stravagante del luogo, è proprio il Jedi destinatario del messaggio e accetta la sua richiesta di accompagnarlo nella missione di salvataggio. Giunti al porto spaziale di Mos Eisley, Luke, Kenobi e i due droidi trovano un passaggio sul Millennium Falcon, pilotato dal contrabbandiere Ian Solo e dal Wookiee Chewbecca. A bordo del Falcon, Obi-Wan comincia a istruire il giovane nelle vie della Forza, ma tale addestramento viene interrotto quando, giunto nei pressi del distrutto sistema di Alderaan, il gruppo viene catturato dal raggio traente della stazione da battaglia dell'Impero, la Morte Nera. Per permettere al Falcon di decollare, Kenobi si separa dal gruppo per disattivare il raggio traente, mentre Luke, Ian e Chewbecca, scoperta dove è tenuta prigioniera la Principessa, la salvano; tuttavia, per permettere agli altri di fuggire, Obi-Wan viene ucciso dal suo vecchio allievo Dart Fener. Nella successiva battaglia di Yavin Luke riesce, mediante le istruzioni dello spirito di Obi-Wan e con l'aiuto di Ian Solo, a distruggere la Morte Nera.

#### L'Impero colpisce ancora
Durante una missione esplorativa Luke scopre il pianeta ghiacciato Hoth che viene scelto come nuova base dell'Alleanza. Scoperta la base ribelle su Hoth, Fener invia un ingente numero di truppe sul pianeta, distruggendola. Seguendo il consiglio di Kenobi, Luke viaggia verso Dagobah per imparare le arti Jedi sotto la guida del maestro Yoda, il quale, malgrado la poca fiducia nelle capacità di Luke, riesce in poco tempo a insegnargli molto sulla Forza, senza riuscire, tuttavia, a completare l'addestramento: questo perché Luke, avendo una visione dei suoi amici sofferenti su Bespin, parte per soccorrerli, contro il consiglio dello stesso Yoda e dello spirito di Obi-Wan. Giunto su Bespin, Luke affronta Fener e, al termine del duello, viene sconfitto dal Sith, che gli mozza la mano destra. Per convincere il giovane a passare al lato oscuro della Forza, Fener rivela a Luke di essere suo padre. Malgrado tale rivelazione, Luke decide di non cedere al lato oscuro, lanciandosi nel condotto di ventilazione della città, dove viene salvato da Leila e Lando Calrissian, che lo portano via sul Falcon. Giunti alla nuova base ribelle, Luke ottiene una protesi e pianifica coi suoi amici il salvataggio di Ian Solo, che nel frattempo è stato catturato dal cacciatore di taglie Boba Fett e consegnato a Jabba the Hutt.

#### Il ritorno dello Jedi
Per liberare Ian da Jabba the Hutt, Luke torna su Tatooine dove sconfigge il rancor e distrugge il galeone a vela di Jabba, uccidendo lui e i suoi scagnozzi per poi fuggire coi suoi amici. In seguito, fa ritorno su Dagobah per completare la sua istruzione; tuttavia, trova Yoda molto ammalato e impossibilitato a riprendere la sua istruzione, anche se, secondo le parole dello stesso maestro, essa è ormai completata dopo lo scontro del giovane con Fener, che gli conferma essere suo padre. Dopo aver assistito alla morte di Yoda, lo spirito di Obi-Wan gli rivela che Leila è sua sorella. Tornato alla base, si riunisce ai suoi amici e parte con loro per la luna boscosa di Endor, per disattivare lo scudo di energia che il satellite proietta sulla nuova Morte Nera dell'Impero. Qui, Luke rivela a Leila la verità sulle loro origini e poi si consegna a suo padre, sperando di riportarlo al lato chiaro della Forza. Il tentativo è però infruttuoso e Luke viene portato dal padre al cospetto dell'imperatore, il quale intende convertirlo al lato oscuro. Luke tenta di uccidere Palpatine, iniziando un nuovo scontro con Fener, sul quale riesce infine ad avere la meglio. All'ultimo, però, decide di non finire suo padre, non passando al lato oscuro; pertanto, viene bersagliato di fulmini di Forza da Palpatine, implorando il padre di aiutarlo. Fener, provando pietà per il figlio, si ribella al suo maestro, scagliandolo nel reattore della stazione spaziale e uccidendolo. Prima dell'esplosione della Morte Nera, Luke fugge con il corpo ormai senza vita del padre e lo crema una volta atterrato su Endor. Festeggiando coi suoi amici la vittoria della Ribellione sull'Impero, Luke vede gli spiriti dei suoi maestri Obi-Wan e Yoda e del padre Anakin, ormai purificato.

#### La vendetta dei Sith
Luke Skywalker nasce sull'asteroide Polis Massa poco dopo l'inizio della grande purga Jedi. Pochi secondi dopo la nascita della gemella Leila, sua madre, la senatrice Padmé Amidala, muore, lasciando senza genitori i due bambini. In seguito a ciò, i maestri Jedi Obi-Wan Kenobi e Yoda decidono di far crescere i neonati in luoghi in cui non possano essere rintracciati dal malvagio Palpatine e dal loro padre, Anakin Skywalker, divenuto uno spietato e temuto Sith agli ordini dell'imperatore col nome di Dart Fener. Yoda consiglia a Obi-Wan di mandare il piccolo Luke su Tatooine, presso i suoi zii Owen Lars e Beru Whitesun, e affida Leila alle cure del senatore Bail Organa, sovrano di Alderaan.

#### Il risveglio della Forza

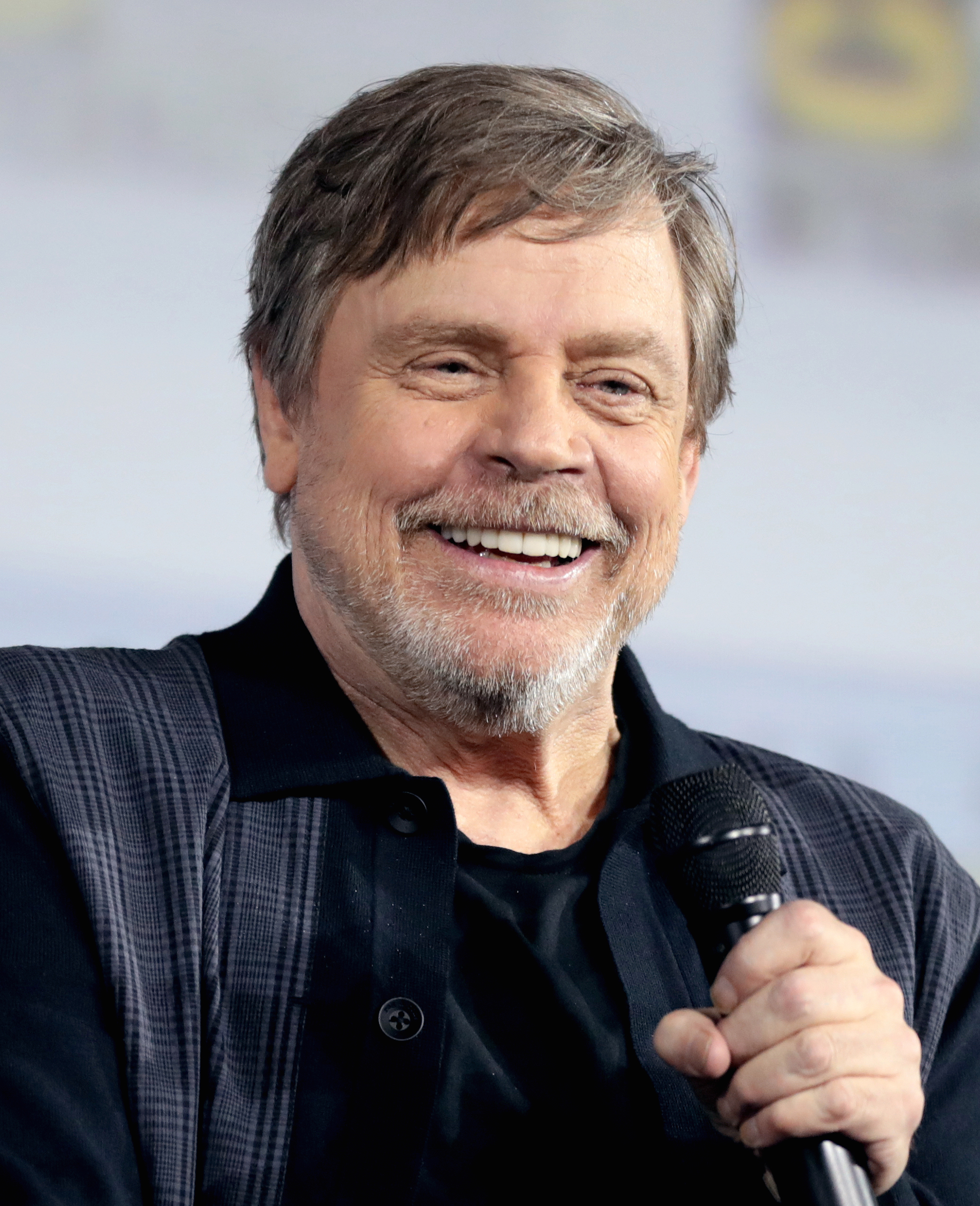
Mark Hamill riprese il ruolo di Luke Skywalker nel 2015

Dopo la vittoria sull'Impero, Luke prende con sé una nuova generazione di ragazzi per addestrarli alle vie della Forza; tra di loro vi è suo nipote Ben Solo, figlio di Ian e Leila, e nipote di Anakin Skywalker, che viene attratto dal lato oscuro e abbandona l'addestramento, divenendo Kylo Ren, l'apprendista del Leader Supremo Snoke, il capo del Primo Ordine (rinato dalle ceneri dell'Impero Galattico). Luke, sentendosi in colpa per il destino del ragazzo, decide di andare in un esilio volontario alla ricerca del primo tempio dei Jedi sul pianeta acquatico di Ahch-To. Circa trent'anni dopo la battaglia di Endor, viene ritrovato da Rey, una ragazza sensibile all'uso della Forza, che gli consegna la spada perduta su Bespin e un tempo appartenuta a suo padre.

#### Gli ultimi Jedi
Dopo essere stato ritrovato da Rey, Luke non è per niente disposto a rinunciare al suo esilio e ad aiutare la Resistenza, e dopo essere stato supplicato si limita ad addestrare brevemente la ragazza, per poi confessarle di aver cercato di uccidere suo nipote Kylo Ren durante il suo addestramento, e per la vergogna di questo gesto si è ritirato volontariamente in un posto isolato ai confini della galassia. Ma nonostante il rifiuto iniziale, alla fine aiuterà comunque la Resistenza, creando una proiezione di sé stesso come diversivo per farli fuggire dal Primo Ordine, ma lo sforzo lo affaticherà a tal punto che morirà scomparendo proprio come Yoda e Obi-Wan Kenobi.

#### L'ascesa di Skywalker
Luke appare a Rey sotto forma di fantasma di Forza, tentando di convincere la ragazza, disperata dopo aver scoperto di essere la nipote di Palpatine, che si scopre essere ancora vivo, a tornare in azione per aiutare la Resistenza a sconfiggere il Primo Ordine e Palpatine, e per aiutarla le dona il suo X-wing e la spada laser un tempo appartenuta a Leila. La sua voce è udibile insieme a quella di tutti i Jedi del passato, quando Rey chiede il loro aiuto per sconfiggere Palpatine. Dopo la vittoria finale appare nuovamente su Tatooine, insieme a sua sorella Leila, morta anche lei, dando la sua approvazione a Rey quando decide di usare il cognome "Skywalker".

### Fumetti
Dopo la distruzione della Morte Nera, Luke compie diverse missioni per l'Alleanza Ribelle; nelle settimane dopo la battaglia di Yavin, viene inviato sulla luna Cymoon 1 dove fronteggia per la prima volta Dart Fener e riesce a distruggere la più grande fabbrica d'armi della Galassia.

### Serie televisive

#### Rebels
Compare brevemente su Tatooine nella terza stagione della serie, mentre Obi-Wan Kenobi lo osserva da lontano correre verso casa dopo la chiamata dei suoi zii.

#### The Mandalorian
Cinque anni dopo la caduta dell'Impero, Luke, percepita la connessione con la Forza di Grogu, un bambino molto sensibile alla Forza appartenente alla stessa specie del maestro Yoda e rapito da Moff Gideon, si reca sull'incrociatore dell'imperiale dove il Mandaloriano lo ha appena liberato dalla prigionia, che lo vedeva utilizzato come donatore di sangue per esperimenti scientifici. A seguito del salvataggio, Luke porta il bambino via con sé per addestrarlo nelle vie della Forza.

#### The Book of Boba Fett
Poco tempo dopo i fatti accaduti nella seconda stagione di The Mandalorian, Luke appare in compagnia di Grogu. Ormai maestro Jedi, si dedica all'addestramento del piccolo mettendo in pratica gli insegnamenti ricevuti da Obi-Wan Kenobi e Yoda. Assistito da R2-D2, si impegna anche per la costruzione di quella che sarà una scuola per futuri Jedi. A costruzione ultimata, egli chiede a Grogu di decidere se riunirsi col suo vecchio amico, il Mandaloriano, o se proseguire con l'addestramento.

#### Obi-Wan Kenobi
All'età di 10 anni Luke vive nella fattoria dei Lars, protetto a sua insaputa dal maestro Jedi in esilio Obi-Wan Kenobi. Mentre quest'ultimo è impegnato in uno scontro con il suo ex allievo Anakin Skywalker, Luke viene preso di mira dalla Terza Sorella, ex Jedi ora inquisitrice dell'Impero, che riesce a mettere le mani sul piccolo, ma decide di risparmiarlo, rendendosi conto di essere molto diversa dal Signore dei Sith. Alla fine Luke incontra per la prima volta Ben Kenobi che gli dona il modello di un T-16 Skyhopper.

### Star Wars Legends
Nell'Universo espanso sono raccontate le sue avventure dopo gli eventi de Il ritorno dello Jedi, il suo tentativo di ricostruzione dell'ordine Jedi e di contrastare la rinnovata minaccia dei Sith, sposò anche Mara Jade, ed ebbe da lei il figlio Ben Skywalker.

#### La guerra civile galattica
Dopo gli eventi narrati ne L'Impero colpisce ancora, Skywalker viene messo al comando del Rogue Squadron. Durante una battaglia con le forze imperiali il computer di bordo si rompe e Luke deve usare la Forza per vedere i suoi bersagli. Senza spiegazione, la Forza gli dice di sparare alla nave di Shira Brie. Per questo Skywalker perde il comando e viene messo in prova. Come risultato la fiducia di Luke nella Forza diminuisce. Investigando scopre che Shira è un'agente imperiale e a Luke vengono ridati i gradi. Il tempo passa e Luke diventa sempre più potente nella Forza. Skywalker sventa anche alcuni tentativi di assassinio commissionati dal principe Xizor, il capo dell'organizzazione criminale Sole Nero.
Il giorno dopo la battaglia di Endor, Luke e Wedge Antilles scoprono un droide che contiene un messaggio proveniente da Bakura. Skywalker comanda una missione verso il sistema di Bakura, che è stranamente sotto assedio da una razza aliena, gli Ssi-Ruuk, che usano la forza vitale dei prigionieri per potenziare la loro tecnologia. Luke e Leila negoziano un'alleanza temporanea tra ribelli e forze imperiali per combattere gli invasori. Scoprendo una persona sensibile alla Forza, Luke si convince che l'ordine Jedi può essere riformato.
Nel 2 ABY, Luke accompagna Leila in una missione diplomatica su Circarpous V, dove incontra per la prima volta Dart Fener. Luke e Fener cercano un potente cristallo in grado di assorbire la Forza, la gemma di Kaiburr. Ingaggiano un duello nel tempio del dio Pomojema, dove i movimenti di Skywalker sono guidati dallo spirito di Kenobi e potenziati dalla gemma, e il ragazzo riesce a tener testa al Sith tagliandogli il braccio destro. Mentre il Fener è in procinto di riprendere a combattere cade in una sconnessione nel terreno, interrompendo il duello.

#### In cerca di seguaci
Luke diviene un membro vitale dell'Alleanza dei pianeti liberi, e in poco tempo anche della Nuova Repubblica. Negli anni seguenti prova a cercare persone sensibili alla Forza invano. Questo lo porta a Dathomir, dove trova le rovine di Chu'untor, un antico centro di addestramento. Lo spirito di Obi-Wan visita per l'ultima volta Luke cinque anni dopo la vittoria di Endor e gli dice che lui non era l'ultimo dei vecchi Jedi, ma il primo dei nuovi. Con l'inizio della campagna Thrawn, cominciano a spargersi voci riguardanti un maestro Jedi presso Wayland. Skywalker investiga e scoprì un Jedi oscuro folle, Joruus C'baoth che Luke tenta di convincere invano di rinunciare al lato oscuro. Joruus riesce a ricreare un clone malvagio di Luke, partendo dalla mano tagliata da Dart Fener su Bespin, che in qualche modo era stata recuperata da agenti imperiali. Luke sconfigge sia Joruus che Luuke, il suo clone.
Durante il conflitto, Luke incontra Mara Jade: feroce guerriera e abile nella Forza quanto bella, Mara era stata al servizio di Palpatine. Ritenendo Luke responsabile della distruzione della sua carriera tenta di ucciderlo, ma a causa di situazioni particolari in cui si trovano a lavorare assieme per sopravvivere Mara lascia da parte l'odio, imparando a rispettare Luke; in seguito i due, innamoratisi, si sposeranno e avranno un figlio, Ben Skywalker (in onore al nome con cui Obi-Wan era conosciuto da Luke, appunto "Ben"). Arrivando su Coruscant, Luke scopre strani indizi portanti alle origini dell'imperatore. Prima che potesse capirne il significato una tempesta appare in cielo e un gigantesco vortice risucchia Luke e portandolo a Byss. Qui incontra una vecchia conoscenza: Palpatine in carne e ossa, che era riuscito a preservare il proprio spirito usando un'antica alchimia Sith, e usando un proprio clone. Palpatine ordina a Luke di inchinarsi di fronte a lui e diventare suo apprendista. Luke, pensando di avere davanti un nemico quasi invincibile, accetta di unirsi al lato oscuro della Forza, pensando (come pochi altri Jedi) di sconfiggere il lato oscuro scoprendone i segreti. Servendo Palpatine, Luke acquisisce due sentinelle imperiali. Pur riuscendo a sventare diversi piani pericolosi, Luke non riesce a pensare chiaramente mentre era immerso nel lato oscuro. Con l'aiuto di sua sorella Leila riesce a rivoltarsi contro il suo maestro e insieme lo distruggono, grazie anche al sacrificio di Empatojayos Brand che riesce a portare con sé lo spirito del malvagio Sith.

#### Il nuovo ordine Jedi
Col tempo Luke intuisce che la Nuova Repubblica ha bisogno di un ordine Jedi per proteggerla. Trovandosi essa d'accordo con lui, Luke comincia a cercare dei validi candidati da addestrare nel tempio su Yavin IV. Nel tempio Massassi era in attesa lo spirito del signore dei Sith Exar Kun, morto 4.000 anni prima. Kun riuscì a separare in qualche modo lo spirito di Luke dal corpo, ma viene sconfitto dai suoi studenti e distrutto. Nel videogioco Star Wars Jedi Knight: Jedi Academy Luke, insieme a Kyle Katarn e a Jaden Korr riesce a sventare il ritorno del signore oscuro Marka Ragnos, pianificato dai discepoli di Ragnos sotto la guida della Jedi oscura Tavion, vecchia apprendista del Jedi fallito Desann.
Qualche tempo dopo, una nuova minaccia comincia a preoccupare Luke: l'arrivo di una razza aliena extragalattica chiamata yuuzhan vong. Questi alieni erano molto interessati ai Jedi dichiarandoli come i peggiori tra gli infedeli della galassia. Per paura, molte associazioni della Repubblica si alleano con gli yuuzhan vong, catturando Jedi da dare come schiavi agli invasori. I vong distruggono i templi su Yavin IV, e Mara Jade viene infettata da una piaga creata dagli alieni. In breve la supremazia yuuzhan vong si estende in tutta la galassia, vongformando i pianeti conquistati. Con la conquista di Coruscant, la Nuova Repubblica viene dichiarata sconfitta, ma non si arrende. Luke, con l'aiuto del capo di Stato, crea la Federazione Galattica delle Alleanze Libere con base al vecchio tempio Jedi, concentrando i suoi sforzi per creare un nuovo consiglio Jedi. Con l'aiuto di Vergere, una Jedi dei tempi della Vecchia Repubblica che aveva passato decine di anni in mezzo agli yuuzhan vong, Luke viaggia fino alle profondità delle Regioni Ignote, cercando un mezzo per sconfiggere gli invasori. Insieme ad altri Jedi, viaggia fino al mondo vivente chiamato Zonama Sekot, dove persuade l'intelligenza vivente del pianeta, Sekot, ad aiutarlo a sconfiggere gli yuuzhan vong. Durante la parte finale del conflitto Luke uccide il supremo signore Shimrra; invece Jacen Solo, nipote di Luke, sconfigge il vero capo degli alieni, Onimi.
Luke riesce a riorganizzare i Jedi rimasti per riformare un nuovo Ordine, e questa volta partendo da un consiglio Jedi. Su consiglio di Kam Solusar Luke Skywalker stabilisce la nuova accademia Jedi su Ossus dove avrebbe continuato ad addestrare i giovani Jedi nelle vie della Forza.

#### Dark Nest
Dopo la fine della guerra, nella trilogia Dark Nest, i Jedi cominciano a cambiare: discordanze interne causarono malcontento nell'ordine. Una parte, sostenuta da Kyp Durron e Mara Jade, era dell'idea che i Jedi non dovessero essere responsabili della protezione dell'Alleanza Galattica, e invece dovrebbero avere una più ampia vista degli affari galattici per evitare di essere invischiati nella politica interna. L'altra parte, sostenuta da Kenth Hamner e Corran Horn, sostiene invece che i Jedi devono all'Alleanza Galattica una piena attenzione, perché era l'Alleanza che finanziava l'ordine, e aveva dato ai Jedi una nuova base. Essendo il consiglio formato non solo dai maestri Jedi, ma anche da rappresentanti della Repubblica, quest'ultima posizione sembrerebbe essere quella prevalente.
Queste tensioni erano normalmente appianate da Luke, ormai gran maestro dell'ordine. Nel 35 ABY tutti i Jedi eccetto Tenel Ka rispondono a un richiamo tramite la Forza andando a investigare in una zona particolare. Durante la missione, il cavaliere Jedi Raynar Thul viene privato dei suoi poteri da due Jedi oscuri, Lomi Plo e Welk che lo portano sulla nave Tachyon Flier per fuggire verso le regioni ignote. La nave si schianta su un nido di killik chiamato Yoggoy. Il nido assorbe le loro menti rendendoli privi di volontà e assoggettandoli al nido. Thul viene integrato nel nido Yoggoy, mentre gli altri due vengono assorbiti nel nido Gorog. I nidi killik prendono la personalità della gente integratasi: difatti i nidi Yoggoy prendono il senso di compassione e valore per la vita, mentre il nido Gorog si ritira in segreto. Il Gorog diventa il Covo Nero e comincia a controllare tutti gli altri nidi. Riescono a creare una costruzione immensa di nidi verso la zona abitata dai chiss con l'aiuto dei Jedi ignari. Luke, insieme ai due nipoti, cercano i Jedi rinnegati. Quando si incontrarono con Raynar vennero attaccati da dei killik strani.
Una guerra in grande scala tra killik e chiss viene evitata con la firma di un trattato di pace, che tuttavia non sarebbe durata.

## Concezione e sviluppo
Abbozzata a grandi linee la storia di un genitore e dei suoi due figli, che avrebbe costituito il nucleo per Guerre stellari, George Lucas ipotizzò dapprima di rendere la femmina il personaggio principale della trilogia, salvo poi ricredersi. Luke venne reso un personaggio idealista, generoso, naif, un ragazzo semplice e spaventato che parte alla scoperta del mondo, in modo da creare un contrasto con il cinico e consumato Ian Solo. Inizialmente il personaggio era stato chiamato "Luke Starkiller", ma George Lucas pensò che il cognome fosse troppo minaccioso e in seguito lo cambiò in "Skywalker".
Ben Burtt, il sound designer dei film, era stato proposto inizialmente per interpretare Luke. Luke Skywalker è interpretato da Mark Hamill nella trilogia originale, nella trilogia sequel e nelle serie TV The Mandalorian e The Book of Boba Fett, da Aidan Barton ne La vendetta dei Sith, nelle scene in cui appare come neonato e da Grant Feely all'età di 10 anni nella miniserie Obi-Wan Kenobi. Hamill è tornato in seguito nel ruolo di Luke per dare la sua voce al personaggio nelle versioni radiofoniche dei film. In molti videogiochi, la voce di Luke Skywalker è data da Bob Bergen. Mark Hamill è tornato a interpretare Luke sul grande schermo nel settimo episodio della saga, Star Wars - Il risveglio della Forza (2015); ha interpretato Luke anche in Star Wars - Gli ultimi Jedi (2017), e nel nono episodio, Star Wars - L'ascesa di Skywalker (2019).

## Accoglienza
Luke Skywalker è stato selezionato da Empire come il 54º miglior personaggio cinematografico di sempre e al settimo tra le figure della saga; la rivista ha inoltre particolarmente elogiato l'interpretazione di Hamill nella scena in cui il personaggio scopre l'identità del suo vero padre e quelle in cui sembra avvicinarsi al Lato Oscuro della Forza. IGN lo ha collocato al 2º posto tra i migliori personaggi di Guerre stellari, affermando che possiede tutte le tradizionali virtù dell'eroe risultando però umile e "migliore del padre". Luke è stato anche nominato per la lista 100 Years... 100 Heroes and Villains dall'American Film Institute senza però rientrarvici.

### Influenza culturale
Insieme al cast di Guerre stellari, Luke è parodiato in numerosi media:
- Nella trilogia Ridi pure, ammasso di pelo! della serie animata I Griffin, Luke è interpretato da Chris Griffin.[11]
- Nel fumetto Disney Topokolossal Topolino interpreta un personaggio chiamato Mickey Skyrunner, che deve salvare la principessa Stella (Minni) dall'invasore Pietro Galactus (Gambadilegno, parodia a sua volta di Dart Fener) e usa come arma un filoncino di pane chiamato "Baguette Catalitica".[12]